# 아프가니스탄 내전 (1989년~1992년)
아프가니스탄 내전 (1989년~1992년) 또는 제1차 아프가니스탄 내전은 소련-아프가니스탄 전쟁이 끝난 직후인 1989년 2월 15일부터 1992년 4월 27일까지 이어진 전쟁이다.